# Ralph Waldo Christie
Ralph Waldo Christie est un admiral de l'United States Navy, né le 30 août 1893 à Somerville dans le Massachusetts et mort le 19 décembre 1987 à Honolulu. Il a joué un rôle majeur dans le développement des technologies des torpilles. Durant la seconde Guerre mondiale, il commande des opérations sous-marines à partir des ports australiens de Brisbane et Fremantle.
En 1915, Christie obtient son diplôme de l'Académie navale d'Annapolis et sert à bord du cuirassé USS New Jersey. Ayant été formé sur la conception et la mise en œuvre des torpilles, il devient l'un des premiers membres de l'Académie navale de New London. En 1923, il sort diplômé du Massachusetts Institute of Technology avec une maîtrise en génie mécanique. Au cours des années 1920, il participe au projet G-53, un programme confidentiel visant à mettre au point un exploseur à détonation magnétique pour les nouvelles générations de torpilles. Le programme s'aboutit par le développement de l'exploseur Mark 6 et la torpille Mark 14. Christie développe également le design du torpille à oxygène Navol, également connue sous le nom de code G-49.
Après le début de la seconde Guerre mondiale, Christie est affecté à Brisbane afin de commander les opérations sous-marines durant la campagne des îles Salomon. Il rentre par la suite aux États-Unis et devient contrôleur d'artillerie dans la base de Newport. En janvier 1943, il retourne en Australie et prend en charge le commandement des opérations sous-marines à Fremantle. En dépit des problèmes fonctionnels récurrents avec l'exploseur Mark 6 et la torpille Mark 14, il est persuadé de l'efficacité de ces matériels. En 1944, il accompagne des patrouilles de guerre à bord des sous-marins USS Bowfin et USS Harder. En novembre 1944, Christie est relevé du commandement des opérations sous-marines de Fremantle par le vice-amiral Thomas C. Kinkaid et retourne aux États-Unis, où il commande le Puget Sound Naval Shipyard and Intermediate Maintenance Facility. Il prend sa retraite de la Marine en août 1949 avec le grade de vice-amiral,.